# Leptopedetes nicaraguensis
Leptopedetes nicaraguensis är en insektsart som beskrevs av Desutter-grandcolas 1994. Leptopedetes nicaraguensis ingår i släktet Leptopedetes och familjen syrsor. Inga underarter finns listade i Catalogue of Life.